# Le Globe
Le Globe era un periódico francés, publicado en París por el grupo Bureau du Globe entre 1824 y 1832, y creado inicialmente con el objetivo de editar publicaciones y creaciones románticas. Fue fundado el 15 de septiembre de 1824 por Pierre Leroux. Después de 1828, el periódico quedó políticamente ligado al liberalismo.
Fue comprado en 1830 por los sansimonistas, convirtiéndose en la voz oficial del movimiento bajo la Monarquía de Julio. Le Globe fue finalmente prohibido, después de la denuncia del sansimonismo como una "secta".

## Contribuidores notables
- Jean-Jacques Ampère
- Jean-Georges Farcy
- François Guizot
- Prosper Duvergier de Hauranne
- Charles Magnin
- Charles de Rémusat
- Charles Augustin Sainte-Beuve
- Ludovic Vitet
- Alphonse Lavallée

### Sansimonianos
- Michel Chevalier
- Barthélemy Prosper Enfantin
- Olinde Rodrigues

- Datos: Q3223120